# Елагин, Семён Дмитриевич
Семен Дмитриевич Елагин (12 февраля 1911, с. Нововасилевка, Таврическая губерния, Российская империя — 31 января 2004, Москва, Россия) — советский партийный и государственный деятель. Депутат Верховного Совета УССР 3-го созыва. Депутат Верховного Совета Казахской ССР 5-го, 8-9-го созывов.

## Биография
Родился в бедной крестьянской семье. Трудовую деятельность начал в 1927 году батраком, был грузчиком Бердянского морского порта. Работал бригадиром и председателем правления колхоза возле города Бердянска. Служил в Красной армии.
В 1936 году окончил Ореховскую школу советского и партийного строительства.
В 1936—1941 годах — пропагандист, заведующий отделом Бердянского районного комитета ЛКСМУ; 1-й секретарь Осипенковского районного комитета ЛКСМУ; инструктор районного комитета КП(б)У Запорожской области.
Член ВКП(б) с 1939 года.
В 1941—1942 годах — директор Бердянского свиносовхоза Запорожской области.
В 1942—1943 годах — заведующий сектора Калмыцкого областного комитета ВКП(б).
В 1943—1946 годах — 2-й секретарь Осипенковского районного комитета КП(б)У Запорожской области; 1-й секретарь Новониколаевского районного комитета КП(б)У Запорожской области.
В 1946—1948 годах — слушатель Высшей партийной школы при ЦК КП(б)У.
В 1948—1951 годах — 1-й секретарь Каменско-Днепровского районного комитета КП(б)У Запорожской области.
В 1951—1952 годах — слушатель Курсов переподготовки при ЦК ВКП(б).
В 1952—1955 годах — заместитель председателя исполнительного комитета Самаркандского областного совета депутатов трудящихся Узбекской ССР.
В 1955 — апреле 1957 года — 2-й секретарь Южно-Казахстанского областного комитета КП Казахстана.
В апреле 1957 — феврале 1961 года — 1-й секретарь Павлодарского областного комитета КП Казахстана.
В 1961—1965 годах — директор Джанашарского учебно-опытного хозяйства Энбекшиказахского района Алма-Атинской области Казахской ССР.
В 1965—1970 годах — начальник Алма-Атинского областного управления сельского хозяйства. Одновременно, в 1965—1970 годах — заместитель председателя исполнительного комитета Алма-Атинского областного совета депутатов трудящихся.
В 1970—1977 годах — председатель исполнительного комитета Алма-Атинского областного совета депутатов трудящихся Казахской ССР.
В 1978—1984 годах — начальник Управления Главмосстроя города Москвы.
В 1984—1993 годах — проректор Московского института инженеров сельскохозяйственного производства.
С 1993 года — на пенсии в Москве.

## Награды
- орден Ленина
- орден Октябрьской Революции
- два ордена Трудового Красного Знамени
- два ордена «Знак Почета» (23.01.1948,)
- орден Красного Знамени
- орден Отечественной войны 1-й степени (6.11.1985)
- орден Отечественной войны 2-й степени (1.02.1945)
- медали